# Bernard d'Espagnat
Bernard d'Espagnat (Fourmagnac, 22 agosto 1921 – Parigi, 1º agosto 2015) è stato un fisico, filosofo e saggista francese noto per il suo lavoro sulla natura della realtà..

## Carriera
Bernard d'Espagnat ha conseguito un dottorato di ricerca alla Sorbona presso l'Institut Henri Poincaré, sotto la guida di Louis de Broglie. È stato ricercatore presso il Centre national de la recherche scientifique (CNRS) tra il 1947 e il 1957. Tra il 1951 e il 1952 d'Espagnat lavorò con Enrico Fermi a Chicago, e tra il 1953 e il 1954 collaborò a un progetto di ricerca condotto da Niels Bohr a Copenaghen. Ha poi proseguito la sua carriera scientifica come fisico teorico, presso l'Organizzazione europea per la ricerca nucleare (CERN) di Ginevra tra il 1954 e il 1959.
Dal 1959 fino al suo pensionamento nel 1987, d'Espagnat fu docente presso la Facoltà di Scienze dell'Università Sorbona. È stato direttore del Laboratorio di Fisica Teorica e particelle elementari presso l'Università Paris XI (Orsay) tra il 1980 e il 87. È stato visiting professor presso l'Università del Texas, Austin nel 1977, e presso l'Università della California-Santa Barbara nel 1984.
È stato membro dell'International Academy of the Philosophy of Science a Bruxelles dal 1975, e dell'Académie des Sciences Morales et Politiques dal 1996. I suoi esperimenti sulle disuguaglianze di Bell gli guadagnarono l'attenzione della John Templeton Foundation. Nel 2009 d'Espagnat vinse il Premio Templeton per il suo "lavoro che riconosce che la scienza non può spiegare pienamente 'la natura dell'essere'".

## Libri
- 1965 - Conceptions de la physique contemporaine; les interprétations de la mécanique quantique et de la mesure. Paris: Hermann.
- 1976 - Conceptual Foundations of Quantum Mechanics, 2nd ed. Addison Wesley.
- 1979 - À la recherche du réel - Le regard d’un physicien. Gauthier-Villars
- 1982 - Un atome de sagesse: Propos d'un physicien sur le réel voilé. Paris: Le Seuil.
- 1983 - In Search of Reality. Springer. Trans. of A la recherche du réel, le regard d'un physicien.
- 1984 - Nonseparability and the Tentative Descriptions of Reality.
- 1989 - Reality and the Physicist :Knowledge, Duration and the Quantum World. Cambridge Univ. Press., 284 pages, by Bernard D'Espagnat;J C Espagnat Bernard D'Whitehouse ISBN 978-0-521-33846-2. Transl. of Une incertaine réalité; le monde quantique, la connaissance et la durée.
- 1990 - Penser la science ou les enjeux du savoir.
- 1990 - Georges d'Espagnat.
- 1993 (with others) - Regards sur la matière des quanta et des choses.
- 1994 - Le Réel voilé, analyse des concepts quantiques. English Transl. (2003), Veiled Reality: An Analysis of Quantum Mechanical Concepts, 2003, Westview Press, Boulder, Colorado, 494 pages. ISBN 978-0-8133-4087-6
- 1997 - Physique et réalité, un débat avec Bernard d'Espagnat. Atlantica Séguier Frontieres. ISBN 978-2-86332-216-1.
- 1998 - Ondine et les feux du savoir. Carnets d'une petite sirène.
- 1999 - Conceptual Foundations of Quantum Mechanics, Westview Press, Second Edition, Paperback · 352 Pages, ISBN 978-0-7382-0104-7
- 2006 - On physics and philosophy. Princeton University Press. ISBN 978-0-691-11964-9 Translation of 2002, Traité de physique et de philosophie.
- 2008 - Candide et le physicien (Candide and the Physicist), with Claude Saliceti.